# Штучні планети
Штучні супутники Сонця, тобто тіла (комічна ракета, АС тощо), що, маючи швидкість більшу за другу космічну швидкість (11,2 км/сек), але меншу за третю (16,7 км/сек), долають притягання Землі і вільно обертаються навколо нашого Сонця по геліоцентричній орбіті.
Першою штучною планетою стала радянська АС "Луна-1", запущена в бік Місяця 2 січня 1959 р. Космічна ракета, що вивела станцію на трасу польоту до нашого супутника, вперше розвинула другу космічну швидкість. Пройшовши повз Місяць на відстані 6000 км, вона залишила сферу дії Землі і вийшла на навколосонячну орбіту. Так "народився" перший штучний супутник Сонця - перша штучна планета вагою 1472 кг. З того часу на міжпланетні геліоцентричні орбіти було виведено десятки космічних апараті, які після виконання програми ставали штучними планетами Сонячної системи.